# Юлія Бабілон
Юлія Бабілон (нім. Julia Babilon; нар. 14 липня 1984) — колишня німецька тенісистка.
Найвищу одиночну позицію світового рейтингу — 357 місце досягла 20 червня 2005, парну — 510 місце — 8 серпня 2005 року.
Здобула 5 одиночних титулів туру ITF.

## Фінали ITF
| Турніри $100,000 |
| Турніри $75,000  |
| Турніри $50,000  |
| Турніри $25,000  |
| Турніри $10,000  |

### Одиночний розряд (5–5)
| Результат | Ранг | Дата            | Місце                   | Покриття   | Суперниця                | Рахунок             |
| --------- | ---- | --------------- | ----------------------- | ---------- | ------------------------ | ------------------- |
| Поразка   | 1.   | 20 червня 2004  | Ленцергайде, Швейцарія  | Ґрунт      | Катержина Богмова (1986) | 4–6, 4–6            |
| Перемога  | 2.   | 12 серпня 2007  | Ребек, Бельгія          | Ґрунт      | Саманта Шеффель          | 6–2, 6–0            |
| Поразка   | 3.   | 9 вересня 2007  | Дюссельдорф, Німеччина  | Ґрунт      | Франціска Ецель          | 6–4, 3–6, 2–6       |
| Перемога  | 4.   | 29 березня 2009 | Гонесс, Франція         | Ґрунт (i)  | Магдалена Кіщиньська     | 3–6, 6–3, 6–4       |
| Поразка   | 5.   | 5 квітня 2009   | Анталія, Туреччина      | Тверде     | Саманта Шеффель          | 7–6(10–8), 1–0 ret. |
| Перемога  | 6.   | 10 травня 2009  | Вісбаден, Німеччина     | Ґрунт      | Дарія Юрак               | 6–1, 6–2            |
| Перемога  | 7.   | 2 серпня 2009   | Bree, Бельгія           | Ґрунт      | Євгенія Криворучко       | 6–3, 7–5            |
| Перемога  | 8.   | 30 серпня 2009  | Pörtschach, Австрія     | Ґрунт      | Алексія Вірджилі         | 6–2, 6–2            |
| Поразка   | 9.   | 17 січня 2010   | Глазго, Велика Британія | Тверде (i) | Зара Гронерт             | 6–2, 2–6, 1–6       |
| Поразка   | 10.  | 20 червня 2010  | Кельн, Німеччина        | Ґрунт      | Сандра Заневська         | 4–6, 4–6            |

### Парний розряд (0–2)
| Результат | Ранг | Дата           | Місце             | Покриття  | Партнерка       | Суперниці                      | Рахунок            |
| --------- | ---- | -------------- | ----------------- | --------- | --------------- | ------------------------------ | ------------------ |
| Поразка   | 1.   | 21 травня 2005 | Тенерифе, Іспанія | Тверде    | Адріана Барна   | Аманда Кін Енн Кеотавонг       | 6–7(5–7), 6–3, 3–6 |
| Поразка   | 2.   | 25 січня 2009  | Каарст, Німеччина | Килим (i) | Франціска Ецель | Марина Мельникова Олена Чалова | 3–6, 2–6           |